# Nino Castelnuovo
Nino Castelnuovo, né Francesco Castelnuovo le 28 octobre 1936 à Lecco (Lombardie) et mort le 6 septembre 2021 à Rome, est un acteur italien.
Il est connu pour le rôle du principal personnage masculin du film Les Parapluies de Cherbourg de Jacques Demy, sorti en 1964.

## Biographie

### Carrière
Francesco Castelnuovo est originaire de Lecco, où il est né le 28 octobre 1936. Deuxième fils de quatre frères, il commence à travailler dès son enfance. Après avoir pratiqué la gymnastique artistique et la danse, il s'installe en 1955 à Milan où il suit les cours de l’école de théâtre du Piccolo Teatro de Giorgio Strehler. Il fait ses débuts au cinéma en 1959 avec Pietro Germi.
Il joue de nombreux rôles au cinéma à partir de 1959 et connaît son plus grand succès avec son interprétation du personnage de Guy Foucher dans Les Parapluies de Cherbourg de Jacques Demy à côté de Catherine Deneuve. Le film, qui lui fait gagner la Palme d'Or du Festival de Cannes, passe presque inaperçu en Italie.
Nino Castelnuovo connaît cependant le succès populaire dans son pays à partir de son interprétation de Renzo dans I promessi sposi (RAI, 1967), d’après le roman de Manzoni I promessi sposi (Les Fiancés).
Il a aussi tourné pour la télévision, et est connu pour sa prestation publicitaire de longue durée (1977-1982) pour la marque d’huile Cuore (Cœur).

### Mort
Nino Castelnuovo meurt à l'âge de 84 ans à Rome, le 6 septembre 2021, des suites d'une longue maladie. Incinéré, ses cendres sont inhumées dans le caveau familial au cimetière San Nicolò a Tordin, dans la province de Teramo.

## Filmographie partielle

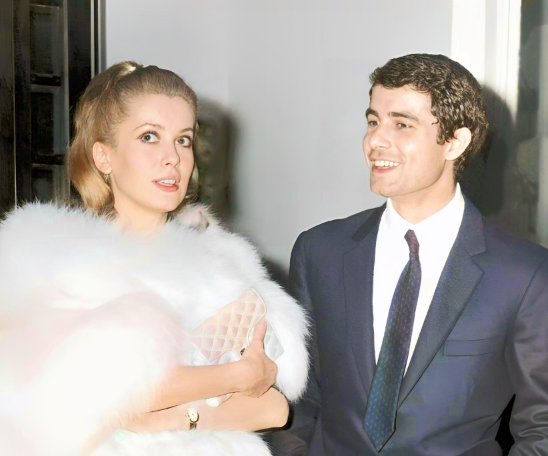
Les Parapluies de Cherbourg, dans lequel il joue avec Catherine Deneuve, lui confère une notoriété internationale.

- 1959 : Meurtre à l'italienne (Un maledetto imbroglio) de Pietro Germi : Diomede Lanciani
- 1960 : Le Bossu de Rome (Il gobbo) de Carlo Lizzani : Cencio
- 1960 : L'Ange pourpre (La sposa bella) de Nunnally Johnson : Capitaine Trinidad
- 1960 : Rocco et ses frères (Rocco e i suoi fratelli) de Luchino Visconti : Nino Rossi
- 1960 : La Grande pagaille (Tutti a casa) de Luigi Comencini : Codegato
- 1960 : Flagrant Délit (La garçonnière) de Giuseppe de Santis : Vincenzo
- 1960 : Les Partisans attaquent à l'aube (Un giorno da leoni) de Nanni Loy : Danilo
- 1961 : Laura nue (Laura nuda) de Nicolo Ferrari : Franco, le mari de Laura
- 1961 : Jour après jour (Giorno per giorno) d'Alfredo Giannetti
- 1962 : Escapade in Florence (TV) : Bruno
- 1963 : Le Jour le plus court (Il giorno più corto) de Sergio Corbucci : Corteggiatore
- 1963 : Viol à l'italienne (La smania addosso) de Marcello Andrei : Nicola Badala
- 1964 : Les Parapluies de Cherbourg de Jacques Demy : Guy Foucher
- 1964 : Una sporca faccenda (it)  de Roberto Mauri
- 1964 : Sept contre la mort (Sette contro la morte) d'Edgar G. Ulmer : Mario Scognamiglio
- 1965 : La Récompense de Serge Bourguignon : Luis
- 1966 : Le Lit à deux places (Racconti a due piazze), sketch Le Monstre de Gianni Puccini : l'amant
- 1965 : À l'italienne (Made in Italy) de Nanni Loy : Docteur Gavino Piras
- 1966 : Les Créatures d'Agnès Varda : Jean Modet
- 1966 : Un monde nouveau (Un mondo nuovo) de Vittorio De Sica : Carlo
- 1966 : Le Dernier train (Andremo in città) de Nelo Risi : Ivan, un partisan
- 1966 : Le Temps du massacre (Tempo di massacro) de Lucio Fulci : Jason « Junior » Scott
- 1967 : I promessi sposi, feuilleton télévisé en 8 épisodes, réalisé par Sandro Bolchi
- 1967 : La Ceinture de chasteté (La cintura di castità) de Pasquale Festa Campanile : Marculfo
- 1968 : Roses rouges pour le Führer (Rose rosse per il fuehrer) de Fernando Di Leo : Vincent
- 1969 : Salvare la faccia de Rossano Brazzi : Mario
- 1969 : Cinq hommes armés (Un esercito di 5 uomini) d'Italo Zingarelli : Luis Dominguez
- 1969 : Mercanti di vergini de Renato Dall'Ara et Italo Zingarelli
- 1969 : La Contestation (Amore e rabbia), sketch L'amore de Jean-Luc Godard : le réalisateur
- 1969 : Certain, probable et même possible (Certo, certissimo, anzi... probabile) de Marcello Fondato : Piero
- 1969 : Camilla (Camille 2000) de Radley Metzger : Armand Duval
- 1970 : Il divorzio de Romolo Guerrieri : Piero
- 1971 : Prostituée le jour, épouse la nuit (Bella di giorno moglie di notte) de Nello Rossati
- 1972 : La Grosse Affaire (Colpo grosso... grossissimo... anzi probabile) de Tonino Ricci : Sandro
- 1973 : L'Emmerdeur d'Édouard Molinaro : Bellhop
- 1973 : Il prato macchiato di rosso de Riccardo Ghione : Un agent de l'UNESCO
- 1973 : Dieu protège les amoureux (Gott schützt die Liebenden) d'Alfred Vohrer
- 1974 : Un amour de pluie de Jean-Claude Brialy : Giovanni
- 1975 : Nue pour l'assassin (Nude per l'assassino) d'Andrea Bianchi : Carlo
- 1975 : Perverse jeunesse (it) (Amore mio spogliati... che poi ti spiego!) de Fabio Pittorru (it) et Renzo Ragazzi (it) : Giuliano
- 1975 : La lycéenne a grandi (Quella età maliziosa) de Silvio Amadio : Napoleone
- 1975 : La Collégienne en vadrouille (it) (La collegiale) de Gianni Martucci : Marco
- 1975 : Sette uomini d'oro nello spazio d'Alfonso Brescia : Lieutenant Oliver "Hollywood" Carrera
- 1995 : L'Univers de Jacques Demy d'Agnès Varda : Témoignage
- 1996 : Le Patient anglais (The English Patient) d'Anthony Minghella : D'Agostino
- 2002 - 2003 : Les Destins du Cœur (série télévisée) : Ernesto Longhi
- 2003 : Senza la parola fine de Vanni Vallino
- 2010 : Il sottile fascino del peccato (it) de Franco Salvia (it)
- 2016 : The Legacy Run de Massimiliano Mazza : Kenny Butler